# York, Pennsylvania
York är en stad i York County i delstaten Pennsylvania, USA med 40 862 invånare (2000). York är både den administrativa huvudorten och största staden i York County.